# Hegyeshalom (stacja kolejowa)
Hegyeshalom (węg: Hegyeshalom vasútállomás) – stacja kolejowa w Hegyeshalom, w komitacie Győr-Moson-Sopron, na Węgrzech. Jest ważną stacją graniczną na trasie pociągów między Węgrami i Austrią. Została otwarta 24 grudnia 1855 wraz z linią między Bruck an der Leitha i Győr.

## Linie kolejowe
- Linia kolejowa 1 Budapest–Hegyeshalom–Rajka
- Linia kolejowa 16 Hegyeshalom – Szombathely
- Linia Wiedeń – Hegyeshalom